# Juan de la Caridad García Rodríguez
Juan de la Caridad García Rodríguez (né le 11 juillet 1948 à Camagüey à Cuba) est un prélat de l'Église catholique romaine. Il a été nommé archevêque de La Havane le 26 avril 2016. Auparavant, il a été évêque auxiliaire de Camagüey de 1997 à 2002, puis archevêque de ce diocèse de 2002 à 2016. Il a été président de la Conférence des évêques catholiques de Cuba. Il est créé cardinal lors du consistoire du 5 octobre 2019.

## Biographie
Juan García Rodríguez est né le 11 juillet 1948 à Camagüey. Il a été membre du premier groupe de prêtres cubains à être entièrement éduqué à Cuba. Il a étudié à Saint-Basile le grand séminaire à El Cobre, dans la province de Santiago de Cuba, puis au séminaire Saints-Charles-et-Ambroise (maintenant le centre culturel Père-Félix-Varela) à La Havane.
Il est ordonné prêtre le 25 janvier 1972. Dans les années qui ont suivi son ordination, il a travaillé dans des paroisses qui font maintenant partie du diocèse de Ciego de Vila. 
En mars 1997, il a été nommé évêque auxiliaire de l'archidiocèse de Camagüey et a été consacré évêque à l'église Notre-Dame-de-la-Miséricorde de Camagüey le 7 juin 1997 par Adolfo Rodriguez Herrera, évêque de Camagüey. Il a choisi comme devise épiscopale "Allez annoncer l'Évangile".
Il est devenu archevêque à la fin de 1998 et a été nommé pour succéder à Herrera comme archevêque en février 2002.
Il a développé des programmes d'évangélisation dans lesquels les grands-parents, qui se souvenaient encore de leur éducation dans le catholicisme comme des enfants, ont enseigné les principes du catholicisme à leurs petits-enfants. Il a également, avec la permission du gouvernement, établi des ministères pénitentiaires. 
En 2006, García Rodríguez a été président de la Première Assemblée des missions nationales à La Havane. Il a été élu président de la Conférence des évêques catholiques de Cuba en 2006 et a servi jusqu'en 2010. 
Il a représenté Cuba à la Cinquième Conférence générale des évêques d'Amérique latine et des Caraïbes à Aparecida au Brésil, en 2007, qui s'est terminée par la promulgation de la Déclaration d'Aparecida rédigée par le cardinal Bergoglio de Buenos Aires (plus tard pape François).
Le Vatican l'a nommé membre du Conseil pontifical Justice et Paix en février 2007. Il a participé aux sessions 2014 du Synode sur la famille. 
Le 26 avril 2016, le pape François l'a nommé archevêque de La Havane pour succéder au cardinal Jaime Lucas Ortega y Alamino. Granma, le journal du Parti communiste de Cuba, rapporte sa nomination. Il a été installé le 22 mai.
Il a été créé cardinal lors du consistoire du 5 octobre 2019 au titre des Santi Aquila e Priscilla,.